# Samia Trabelsi
Pour les articles homonymes, voir Trabelsi.
 (septembre 2017).
Samia Trabelsi (arabe : سامية الطرابلسي), née le 12 juin 1987 à Tunis,, est une actrice tunisienne.

## Filmographie

### Cinéma
- 2015 : El Khalbous[3]
- 2016 : Shaaket Dabows
- 2017 : Monopoly (The Bank of Luck)
- 2017 : We're Not Going Into Trouble
- 2017 : Live Broadcasting[4],[5],[6]
- 2017 : Hamza's Suitcase[7]

### Séries télévisées
- 2012 : Soktom Boktom
- 2013 : Hatha Henna
- 2014 : Forsa Tania
- 2015 : Sahirat Al Janoub
- 2016 : Denya Okhra (ar)[8]
- 2016 : Al Tabal[9]
- 2017 : The Taste of Life
- 2017 : Captain Anoush

### Émissions télévisées
- 2013 : Wi-Fi
- 2016 : Ramez Plays with Fire[10],[11]
- 2016 : Wesh El Saad
- 2017 : Shak Shak Show